# ソウル陽川警察署
ソウル陽川警察署（ソウルヤンチョンけいさつしょ）は、ソウル地方警察庁所管の警察署である。

## 管轄区域
- 陽川区

## 沿革
- 1987年6月1日 - 新亭警察署として開所。江西警察署が所管していた12派出所を編入
- 1988年1月1日 - 陽川区成立に伴い管轄区域を陽川区全域に変更
- 1991年7月27日 - 陽川警察署に名称改称

## 管轄地区隊
- 木1地区隊
- 木2地区隊
- 新亭1地区隊
- 新亭2地区隊
- 新月2地区隊

## 管轄派出所
- 新月1派出所
- 新月5派出所
- 新亭3派出所